# Bugaj (Kleszczewo)
Pour les articles homonymes, voir Bugaj.
Bylin (prononciation : [ˈbuɡai̯]) est une localité polonaise de la gmina de Kleszczewo dans le powiat de Poznań de la voïvodie de Grande-Pologne dans le centre-ouest de la Pologne.

## Histoire
De 1975 à 1998, la localité faisait partie du territoire de la voïvodie de Poznań.

Depuis 1999, Bugaj est situé dans la voïvodie de Grande-Pologne.
La localité possédait une population de 7 habitants en 2014.